# Federació de Futbol de les Comores
La Federació de Futbol de les Comores, també coneguda per les sigles FFA (en francès: Fédération de Football des Comores, en àrab: اتحاد جزر القمر لكرة القدم) és l'òrgan de govern del futbol a les illes Comores. Va ser fundada l'any 1979 i està afiliada a la Federació Internacional de Futbol Associació (FIFA) i a la Confederació Africana de Futbol (CAF) des de 2005 i 2006 respectivament.
El 2003, la FFA es va integrar a la Unió d'Associacions de Futbol Àrabs, l'òrgan de govern del futbol dels països que formen part de la Lliga Àrab.
Des de 2007, la FFA és una de les catorze federacions integrants del Consell de les Associacions de Futbol de l'Àfrica del Sud (COSAFA), una de les cinc zones geogràfiques en les quals està dividida la CAF.
El 1979, la FFA va fundar la Lliga de Comores de futbol (en francès: Championnat des Comores de football), que és la principal competició futbolística del país.
La principal competició per eliminatòries és la copa de les Comores (en francès: coupe des Comores de football, en anglès: Comoros Cup), que va ser creada el 1979.
El 2011, la FFA va crear la Supercopa de les Comores (en francès: Supercoupe des Comores de football, en anglès: Comoros Super Cup), competició a partit únic que enfronta els campions de lliga i copa de la temporada anterior.